# Ла-Вілла (Техас)
Ла-Вілла (англ. La Villa) — місто (англ. city) в США, в окрузі Ідальго штату Техас. Населення — 2804 особи (2020).

## Географія
Ла-Вілла розташована за координатами 26°17′52″ пн. ш. 97°55′37″ зх. д. / 26.29778° пн. ш. 97.92694° зх. д. (26.297677, -97.926879).  За даними Бюро перепису населення США в 2010 році місто мало площу 0,76 км², уся площа — суходіл. В 2017 році площа становила 1,54 км², уся площа — суходіл.

## Демографія
Згідно з переписом 2010 року, у місті мешкало 1957 осіб у 319 домогосподарствах у складі 253 родин. Густота населення становила 2584 особи/км².  Було 356 помешкань (470/км²).
Расовий склад населення:
| - 88,1 % — білих - 0,9 % — чорних або афроамериканців - 0,2 % — азіатів - 10,0 % — осіб інших рас |

До двох чи більше рас належало 0,8 %. Частка іспаномовних становила 96,9 % від усіх жителів.
За віковим діапазоном населення розподілялося таким чином: 18,4 % — особи молодші 18 років, 74,0 % — особи у віці 18—64 років, 7,6 % — особи у віці 65 років та старші. Медіана віку мешканця становила 32,2 року. На 100 осіб жіночої статі у місті припадало 201,1 чоловіків;  на 100 жінок у віці від 18 років та старших — 252,3 чоловіків також старших 18 років.
Середній дохід на одне домашнє господарство  становив 35 509 доларів США (медіана — 25 909), а середній дохід на одну сім'ю — 39 614 долари (медіана — 27 792). Медіана доходів становила 28 558 доларів для чоловіків та 23 750 доларів для жінок. За межею бідності перебувало 36,2 % осіб, у тому числі 35,7 % дітей у віці до 18 років та 54,9 % осіб у віці 65 років та старших.
Цивільне працевлаштоване населення становило 738 осіб. Основні галузі зайнятості: освіта, охорона здоров'я та соціальна допомога — 45,1 %, роздрібна торгівля — 11,5 %, транспорт — 7,6 %, будівництво — 7,6 %.